# 14040 Andrejka
14040 Andrejka è un asteroide della fascia principale. Scoperto nel 1995, presenta un'orbita caratterizzata da un semiasse maggiore pari a 2,1776362 UA e da un'eccentricità di 0,1119578, inclinata di 3,77568° rispetto all'eclittica.
L'asteroide è dedicato a Andrea Galádová, moglie dello scoprite del corpo celeste Adrián Galád.